# Empis
Empis is een geslacht van vliegen uit de familie van de dansvliegen (Empididae). Ze leven van andere vliegen.

## Leefwijze
Ze hebben lange, behaarde poten en een grote steeksnuit waarmee ze andere vliegen doden en leegzuigen. Het geslacht evenals de familie danken hun naam aan het feit dat de vliegen, vaak mannetjes, in zwermen op en neer vliegen. De mannetjes hebben dan een dode vlieg bij zich, die ze aan de vrouwtjes geven, waarna de paring volgt. De in de bodem levende larven voeden zich ook met insecten. 

## Verspreiding en leefgebied
Soorten uit dit geslacht komen voor op vochtige, begroeide terreinen.

## Soorten
- Ondergeslacht Anacrostichus Bezzi, 1909
  - Empis lucida Zetterstedt, 1838
  - Empis verralli Collin, 1927
- Ondergeslacht Coptophlebia Bezzi, 1909
  - Empis albinervis Meigen, 1822
  - Empis hyalipennis Fallén, 1816
  - Empis impennis Strobl, 1902
  - Empis vitripennis Meigen, 1822
  - Empis volucris Wiedemann, 1822
- Ondergeslacht Empis
  - Empis aestiva Loew, 1867
  - Empis bicuspidata Collin, 1927
  - Empis caudatula Loew, 1867
  - Empis chioptera Meigen, 1804
  - Empis decora Meigen, 1822 – Gekraagde dansvlieg
  - Empis limata Collin, 1927
  - Empis nigripes Fabricius, 1794
  - Empis nuntia Meigen, 1838
  - Empis pennipes Linnaeus, 1758
  - Empis planetica Collin, 1927
  - Empis praevia Collin, 1927
  - Empis prodromus Loew, 1867
  - Empis rufiventris Meigen, 1838 – Roodgrijze dansvlieg
  - Empis woodi Collin, 1927
- Ondergeslacht Euempis Frey, 1953
  - Empis ciliata Fabricius, 1794 – Zwarte dansvlieg
  - Empis picipes Meigen, 1804 – Lijsterbesdansvlieg
  - Empis serotina Loew, 1867 – Heidedansvlieg
  - Empis tessellata Fabricius, 1794 – Grote dansvlieg
- Ondergeslacht Kritempis Collin, 1926
  - Empis livida Linnaeus, 1758 – Akkerdisteldansvlieg
- Ondergeslacht Leptempis Collin, 1926
  - Empis grisea Fallén, 1816 – Zevenbladdansvlieg
- Ondergeslacht Lissempis Bezzi, 1909
  - Empis nigritarsis Meigen, 1804 – Zwartvoetdansvlieg
- Ondergeslacht Pachymeria Stephens, 1829
  - Empis femorata Fabricius, 1798 – Klompdansvlieg
  - Empis scotica Curtis, 1824
  - Empis tumida Meigen, 1822
- Ondergeslacht Platyptera Meigen, 1803
  - Empis borealis Linnaeus, 1758 – Wilgendansvlieg
- Ondergeslacht Polyblepharis Bezzi, 1909
  - Empis opaca Meigen, 1804 – Zilvervlekdansvlieg
- Ondergeslacht Xanthempis Bezzi, 1909
  - Empis aemula Loew, 1873 – Gestekelde eenstreepdansvlieg
  - Empis concolor Verrall, 1872
  - Empis digramma Meigen, 1835 – Tweestreepdansvlieg
  - Empis laetabilis Collin, 1926
  - Empis lutea Meigen, 1804 – Gele dansvlieg
  - Empis punctata Meigen, 1804 – Donkere driestreepdansvlieg
  - Empis scutellata Curtis, 1824 – Limburgse eenstreepdansvlieg
  - Empis stercorea Linnaeus, 1758, 1761 – Gewone eenstreepdansvlieg
  - Empis trigramma Wiedemann, 1822 – Lichte driestreepdansvlieg